# Listă de cărți: Z
Lista cărți: A - Ă - B - C - D - E - F - G - H - I - Î - J - K - L - M - N - O - P - Q - R - S - Ș - T - Ț - U - V - W - X - Y - Z
- Zei americani de Neil Gaiman
- Zori de zi de Stephenie Meyer